# پائول لفلم
ماری-پائول آشیل آگوست لفلم (به فرانسوی: Marie-Paul Achille Auguste Le Flem‎، زادهٔ ۱۸ مارس ۱۸۸۱ – درگذشت ۳۱ ژوئیهٔ ۱۹۸۴) آهنگساز و منتقد موسیقی اهل فرانسه بود. وی پدربزرگ مارلن ژوبر و الزا لونگینی و پدر پدربزرگ اوا گرین و ژوزفین ژوبر بود.